# Camponotus fryi
Camponotus fryi är en myrart som beskrevs av Mann 1916. Camponotus fryi ingår i släktet hästmyror, och familjen myror. Inga underarter finns listade.